# The Nelson Mail
The Nelson Mail, fundado en 1866 como The Nelson Evening Mail, es, desde 1921, el único periódico diario de Nelson, Nueva Zelanda. La familia del fundador, Robert Lucas, mantuvo la dirección de la publicación hasta su venta a Independent Newspapers Limited (INL) en 1993, fecha en que se cambió el cabecero a Nelson Mail.